# Karel Nováček
Karel Nováček (* 30. březen 1965, Prostějov) je bývalý československý a český profesionální tenista.

## Finálové účasti na turnajích ATP (36)

### Dvouhra - výhry (13)
| Č.  | Datum             | Turnaj                         | Povrch  | Soupeř ve finále       | Výsledek            |
| 1.  | 3. srpen 1986     | Washington, USA                | antuka  | Thierry Tulasne        | 6-1 7-6             |
| 2.  | 30. červenec 1989 | Hilversum, Nizozemsko          | antuka  | Emilio Sánchez         | 6-2 6-4             |
| 3.  | 6. květen 1990    | Mnichov, Německo               | antuka  | Thomas Muster          | 6-4 6-2             |
| 4.  | 13. leden 1991    | Auckland, Nový Zéland          | tvrdý   | Jean-Philippe Fleurian | 7-65 7-64           |
| 5.  | 12. květen 1991   | Hamburk, Německo               | antuka  | Magnus Gustafsson      | 6-3 6-3 5-7 0-6 6-1 |
| 6.  | 4. srpen 1991     | Kitzbühel, Rakousko            | antuka  | Magnus Gustafsson      | 7-62 7-64 6-2       |
| 7.  | 11. srpen 1991    | Praha, Československo          | antuka  | Magnus Gustafsson      | 7-65 6-2            |
| 8.  | 26. červenec 1992 | Hilversum, Nizozemsko          | antuka  | Jordi Arrese           | 6-2 6-3 2-6 7-5     |
| 9.  | 2. srpen 1992     | Orange Prokom Open, San Maríno | antuka  | Francisco Clavet       | 7-5 6-2             |
| 10. | 16. srpen 1992    | Praha, Česko                   | antuka  | Franco Davín           | 6-1 6-1             |
| 11. | 7. únor 1993      | Dubaj, SAE                     | tvrdý   | Fabrice Santoro        | 6-4 7-5             |
| 12. | 21. březen 1993   | Zaragoza, Španělsko            | koberec | Jonas Svensson         | 3-6 6-2 6-1         |
| 13. | 31. červenec 1994 | Hilversum, Nizozemsko          | antuka  | Richard Fromberg       | 7-5 6-4 7-67        |

### Dvouhra - prohry (7)
| Č. | Datum             | Turnaj                | Povrch  | Soupeř ve finále   | Výsledek        |
| 1. | 26. říjen 1986    | Vídeň, Rakousko       | tvrdý   | Brad Gilbert       | 6-3 3-6 5-7 0-6 |
| 2. | 4. říjen 1987     | Palermo, Itálie       | antuka  | Martín Jaite       | 6-7 7-6 4-6     |
| 3. | 5. srpen 1990     | Kitzbühel, Rakousko   | antuka  | Horacio de la Peña | 4-6 6-7 6-2 2-6 |
| 4. | 7. duben 1991     | Estoril, Portugalsko  | antuka  | Sergi Bruguera     | 6-77 1-6        |
| 5. | 28. únor 1993     | Rotterdam, Nizozemsko | koberec | Anders Järryd      | 3-6 5-7         |
| 6. | 4. duben 1993     | Estoril, Portugalsko  | antuka  | Andrej Medveděv    | 4-6 2-6         |
| 7. | 11. červenec 1993 | Gstaad, Švýcarsko     | antuka  | Sergi Bruguera     | 3-6 4-6         |

### Čtyřhra - výhry (6)
| Č. | Datum           | Turnaj                | Povrch  | Partner             | Soupeři ve finále              | Výsledek    |
| 1. | 13. říjen 1991  | Berlín, Německo       | koberec | Petr Korda          | Jan Siemerink Daniel Vacek     | 3-6 7-5 7-5 |
| 2. | 16. srpen 1992  | Praha, Československo | antuka  | Branislav Stankovič | Jonas Björkman Jon Ireland     | 7-5 6-1     |
| 3. | 21. březen 1993 | Zaragoza, Španělsko   | koberec | Martin Damm         | Mike Bauer David Rikl          | 2-6 6-4 7-5 |
| 4. | 7. srpen 1994   | Praha, Česko          | antuka  | Mats Wilander       | Tomáš Krupa Pavel Vízner       | W/O         |
| 5. | 16. říjen 1994  | Ostrava, Česko        | koberec | Martin Damm         | Gary Muller Piet Norval        | 6-4 1-6 6-3 |
| 6. | 30. říjen 1994  | Santiago, Chile       | antuka  | Mats Wilander       | Tomas Carbonell Francisco Roig | 4-6 7-6 7-6 |

### Čtyřhra - prohry (10)
| Č.  | Datum           | Turnaj               | Povrch  | Partner        | Soupeři ve finále             | Výsledek    |
| 1.  | 19. červen 1988 | Atény, Řecko         | antuka  | Pablo Arraya   | Rikard Bergh Per Henricsson   | 4-6 5-7     |
| 2.  | 6. srpen 1989   | Båstad, Švédsko      | antuka  | Josef Čihák    | Per Henricsson Nicklas Utgren | 5-7 2-6     |
| 3.  | 12. duben 1992  | Barcelona, Španělsko | antuka  | Ivan Lendl     | Andrés Gómez Javier Sánchez   | 4-6 4-6     |
| 4.  | 26. duben 1992  | Monte Carlo, Monako  | antuka  | Petr Korda     | Boris Becker Michael Stich    | 4-6 4-6     |
| 5.  | 4. říjen 1992   | Bazilej, Švýcarsko   | tvrdý   | David Rikl     | Tom Nijssen Cyril Suk         | 3-6 4-6     |
| 6.  | 2. květen 1993  | Mnichov, Německo     | antuka  | Carl-Uwe Steeb | Martin Damm Henrik Holm       | 0-6 6-3 5-7 |
| 7.  | 12. září 1993   | US Open, USA         | tvrdý   | Martin Damm    | Ken Flach Rick Leach          | 7-6 4-6 2-6 |
| 8.  | 20. březen 1994 | Zaragoza, Španělsko  | koberec | Martin Damm    | Henrik Holm Anders Järryd     | 5-7 2-6     |
| 9.  | 19. únor 1995   | Milán, Itálie        | koberec | Petr Korda     | Boris Becker Guy Forget       | 2-6 4-6     |
| 10. | 18. únor 1996   | Dubaj, SAE           | tvrdý   | Jiří Novák     | Byron Black Grant Connell     | 0-6 1-6     |

## Davisův pohár (20)
Karel Nováček se zúčastnil 20 utkání v Davisově poháru, s bilancí 9-11 v dvouhře a 0-0 ve čtyřhře.